# Крвави пут
Крвави пут (норв. Blodveien) је југословенско-норвешки филм из 1955. године. Режирали су га Коре Бергстром (Kåre Bergstrøm) и Радош Новаковић, а сценарио је писао Сигурд Евенсмо.

## Радња
Немци су заробљене југословенске партизане послали у логоре у далеку Норвешку. Испровоциран бруталним акцијама немачког окупатора и његових сарадника, Норвежанин Кјетил помаже заробљеним партизанима да побегну у суседну неутралну Шведску, супротставивши се рођеном сину који је постао симпатизер нациста.

## Улоге
| Глумац                  | Улога          |
| ----------------------- | -------------- |
| Михајло Бата Паскаљевић | Леген          |
| Андреас Бјарке          |                |
| Лала Карлсен            | Ана            |
| Хелге Есмар             | Гуторм         |
| Ола Исене               | Ћетил          |
| Иван Јонаш              | Владо          |
| Арне Ли                 |                |
| Милан Милошевић         | Јанко          |
| Антун Налис             |                |
| Ролф Содер              | Немачки војник |
| Лив Стромстед           | Рагнхилд       |
| Том Телефсен            | Магне          |
| Миливоје Живановић      | Миљан          |
| Ивица Катић             | Вјеко          |

Комплетна филмска екипа  ▼
| Редитељ                   | Коре Бергстром        |                                   |
| Редитељ                   | Радош Новаковић       |                                   |
| Сценариста                | Сигурд Евенсмо        |                                   |
| Продуцент                 | Арилд Бринчман        | продуцент                         |
| Продуцент                 | Младен Тодић          | продуцент                         |
| Композитор                | Предраг Милошевић     |                                   |
| Директор фотографије      | Олаф Кире Греп        |                                   |
| Директор фотографије      | Ненад Јовичић         | директор фотографије              |
| Директор фотографије      | Рагнар Сøренсен       | директор фотографије              |
| Mонтажер                  | Нева Паскуловић Хабић |                                   |
| Сценограф                 | Властимир Гаврик      |                                   |
| Декоратер сцене           | Х.Ц. Хансен           |                                   |
| Декоратер сцене           | Ђура Рашић            |                                   |
| Одсек за шминку           | Зорица Рандић         | шминкерка (као Зора Костелник)    |
| Менаџер продукције        | Душко Ерцеговић       | вођа снимања                      |
| Помоћник режије           | Здравко Рандић        | помоћник редитеља                 |
| Одсек за звук             | Торе Кинге            | тон мајстор                       |
| Одсек за звук             | Радивој Вујић         | тон мајстор (као Раша Вујић)      |
| Одсек за камеру и расвету | Олаф Кире Греп        | први асистент сниматеља           |
| Одсек за камеру и расвету | Франк Менскау         | вођа расвете                      |
| Одсек за камеру и расвету | Часлав Пантелинац     | први асистент сниматеља           |
| Музички одсек             | Предраг Милошевић     | диригент                          |
| Музички одсек             | Нада Недељковић       | музички уредник (као Нада Пантић) |
| Остала екипа              | Грета Хејер           | секретар режије                   |
| Остала екипа              | Бранка Илић           | секретар режије                   |
| Остала екипа              | Миленко Миловић       | превод                            |